# Киев (аэропорт)
Аэропо́рт «Ки́ев» имени Игоря Ивановича Сикорского (в обиходе Жуля́ны, укр. Жуляни) — международный аэропорт в Киеве.
Аэропорт занимает территорию площадью 265 га. Имеет одну взлётно-посадочную полосу (ВПП) длиной 2310 м и шириной 45 м (до реконструкции — 1800 м и 49 м соответственно). Эта ВПП также используется расположенным на территории аэродрома 410-м заводом гражданской авиации . Владелец аэропорта — предприниматель В. И. Хмельницкий. Неподалёку находится железнодорожная станция Киев-Волынский. До аэропорта следуют троллейбусы маршрутов № 9 и № 22, а также маршрутное такси № 565.

## История
До 1924 года Укрвоздухпуть приготовил всё необходимое для начала регулярных пассажирских перевозок в небе Советской Украины. Центральным пунктом стал Харьков, где был сооружён огромный железобетонный ангар и помещения мастерских. Отсюда пролегли воздушные маршруты Харьков — Полтава — Киев и Харьков — Полтава — Кременчуг — Одесса.
В нескольких городах Украинской ССР нужно было оборудовать пассажирские аэродромы. В Киеве для этой цели приспособили военное лётное поле возле села Жуляны (ныне — местность в городской черте). 25 мая 1924 сюда прибыл пробным рейсом из Харькова самолёт Укрвоздухпути «Красный химик» (системы «Дорнье Комета»). Перелёт занял 3 часа 20 минут. С первых чисел июня начались систематические полёты из Харькова в Киев и назад по расписанию, в каждом направлении по одному рейсу дважды в неделю. На тот момент аэропорта ещё не существовало — было только лётное поле.

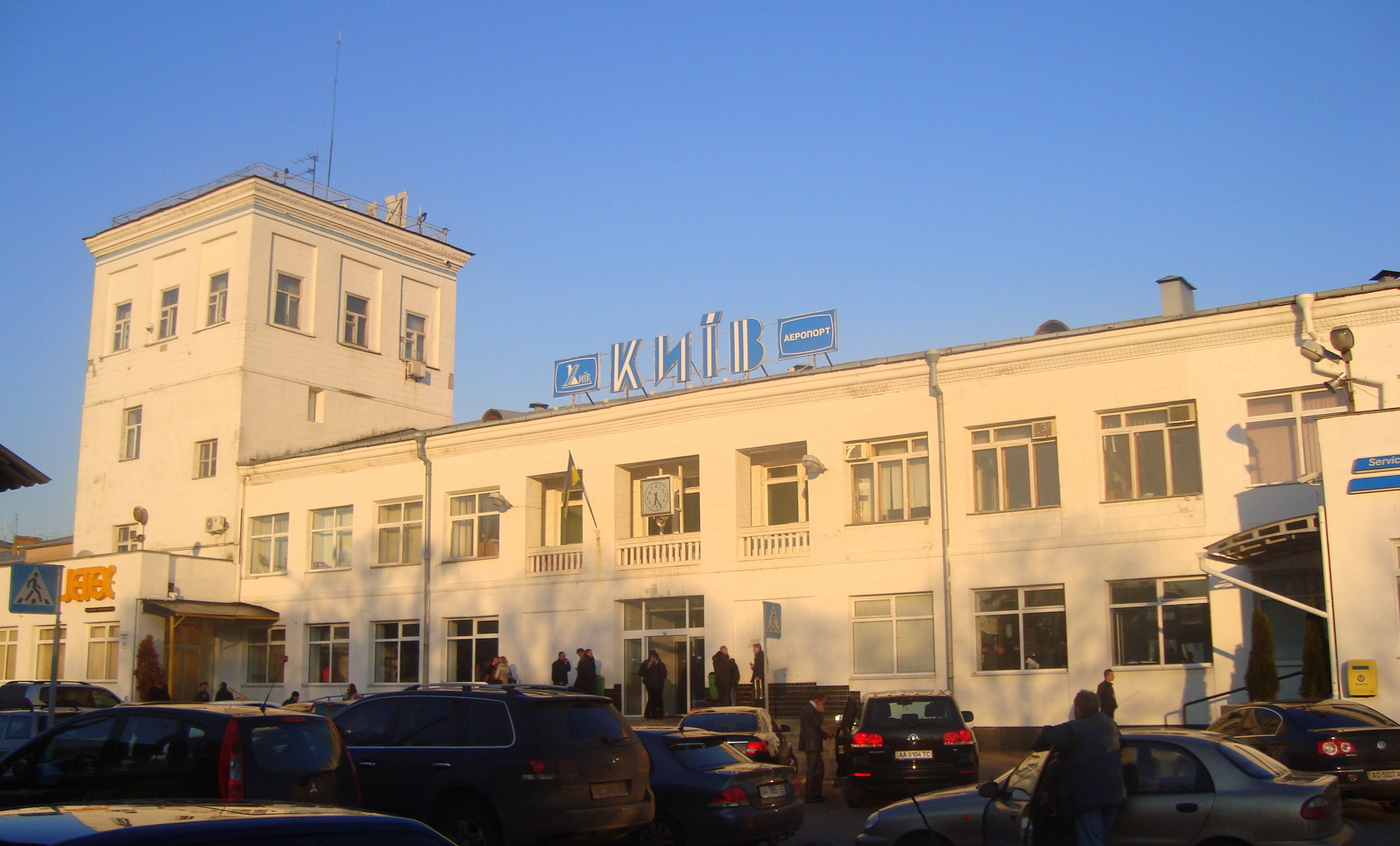
Старый пассажирский терминал, советской постройки, служил внутренним терминалом до середины 2013 года

В 1930-е годы главным аэропортом Киева был Броварской аэропорт, который был уничтожен немцами в 1941 году.
Новый аэровокзал был построен в 1949 году по проекту архитектора Виктора Елизарова — одного из авторов обновлённого Крещатика.
В названии «воздушных ворот» Киева слово «Жуляны» сначала отсутствовало. В 1920-х годах говорили «аэродром в Посту-Волынском», в 1940-х — 1950-х годах — «аэропорт на Чоколовке» или просто «Киевский аэропорт», так как был в столице Украины единственным для Аэрофлота. Он принимал самолёты с пассажирами и грузами из разных концов СССР. Через Жуляны проходили международные рейсы из Москвы в столицы государств социалистического лагеря.
Официально употреблять название «аэропорт Жуляны» начали уже в 1960-х после строительства нового аэропорта в Борисполе. После присоединения посёлка Жуляны к Киеву аэропорт был переименован в международный аэропорт Киев.
Генеральным планом развития города Киева до 2025 года предусмотрено дальнейшее развитие аэропорта «Киев» («Жуляны»).
Василий Хмельницкий заявил, что вложил в аэропорт $70 млн на строительство терминалов и взял дополнительно $50 млн в кредит и намерен добиться, чтобы аэропорт стал эффективным.
В первой половине 2009 года была окончена реконструкция взлётно-посадочной полосы и появилась возможность принимать более тяжёлые самолёты, такие как Boeing 737 и Airbus А320. С 11 мая 2009 года аэропорт начал работу в круглосуточном режиме. Аэропорт имеет статус международного. 17 мая 2012 открыт новый терминал «А» с пропускной способностью 320 пассажиров в час, который стал самым большим терминалом аэропорта. Внутри терминала работают 4 ресторана, 5 баров, 3 магазина Duty Free, две детские комнаты, обычный и бизнес залы.
Аэропорт находится в коммунальной собственности города Киева, однако в 2005 году предпринимались попытки переподчинения объекта Министерству транспорта и связи для создания Международного аэропорта малой и коммерческой авиации. В связи с высокой стоимостью земли в Киеве озвучивались также планы сноса аэродрома и переноса рейсов из Жулян в пригородные аэропорты «Антонов» или Авиабаза Васильков.
На территории аэропорта находится самый большой на Украине авиационный музей, где на площадке под открытым небом представлены многие образцы гражданской и военной авиатехники.
Перед началом чемпионат Европы по футболу 2012 года был построен Международный терминал «А», который обслуживает все международные рейсы. Также в 2013 году были введены в эксплуатацию терминал внутренних рейсов «Д» и бизнес терминал «Б». Все терминалы находятся в частном управлении.
C 27 марта 2011 года через аэропорт Жуляны осуществляет рейсы авиакомпания Wizz Air, которая поменяла свою базу и перевела сюда воздушные судна из аэропорта Борисполь.
С 15 сентября 2013 года авиакомпания flydubai открыла прямой рейс из Жулян в Дубай (DXB). Рейс выполняется 14 раз в неделю, два раза в день.
С 24 февраля 2022 года аэропорт приостановил деятельность в связи с боевыми действями. 
С 2024 года на территории аэропорта базируются комплексы ПВО - Patriot.

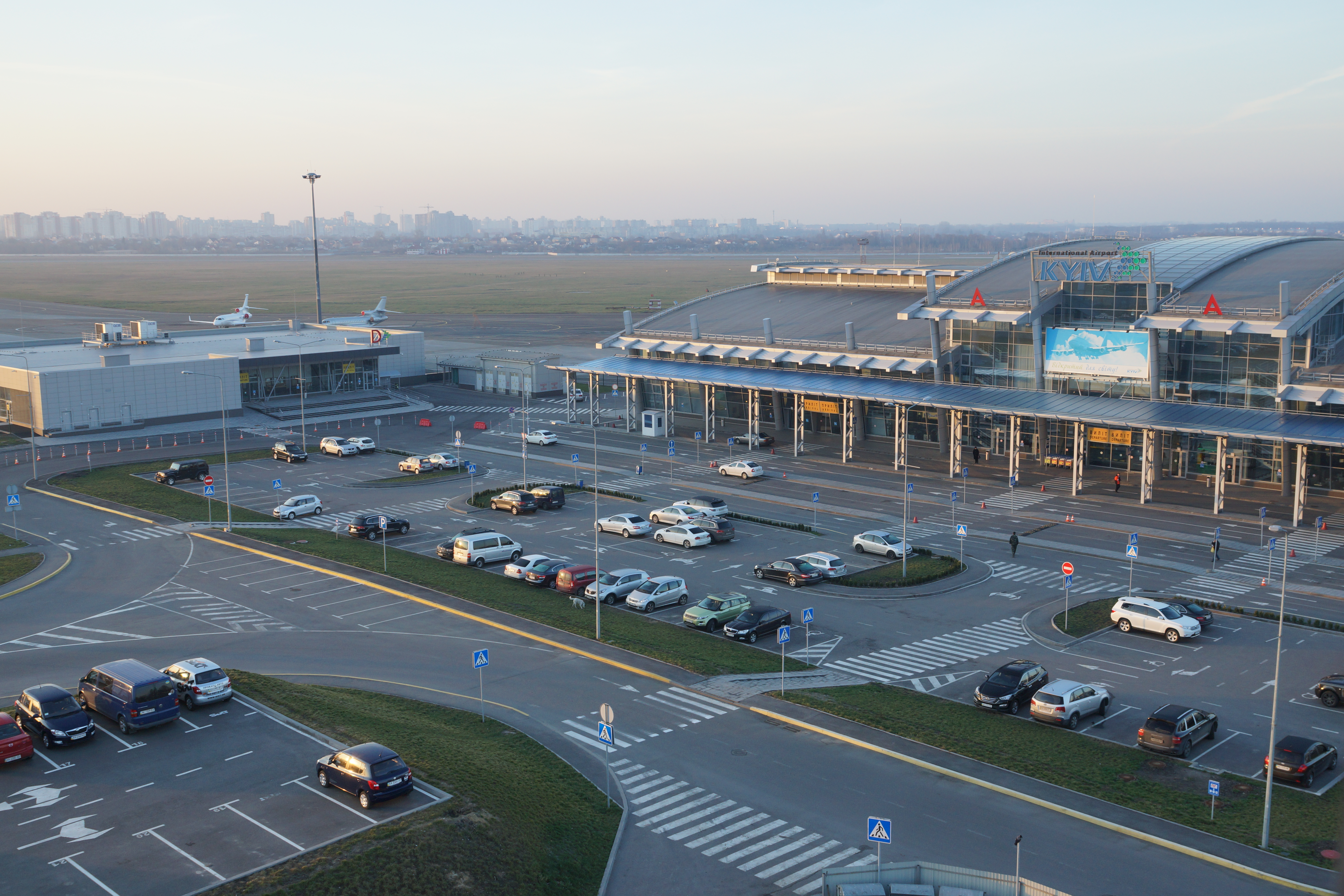
Современный вид
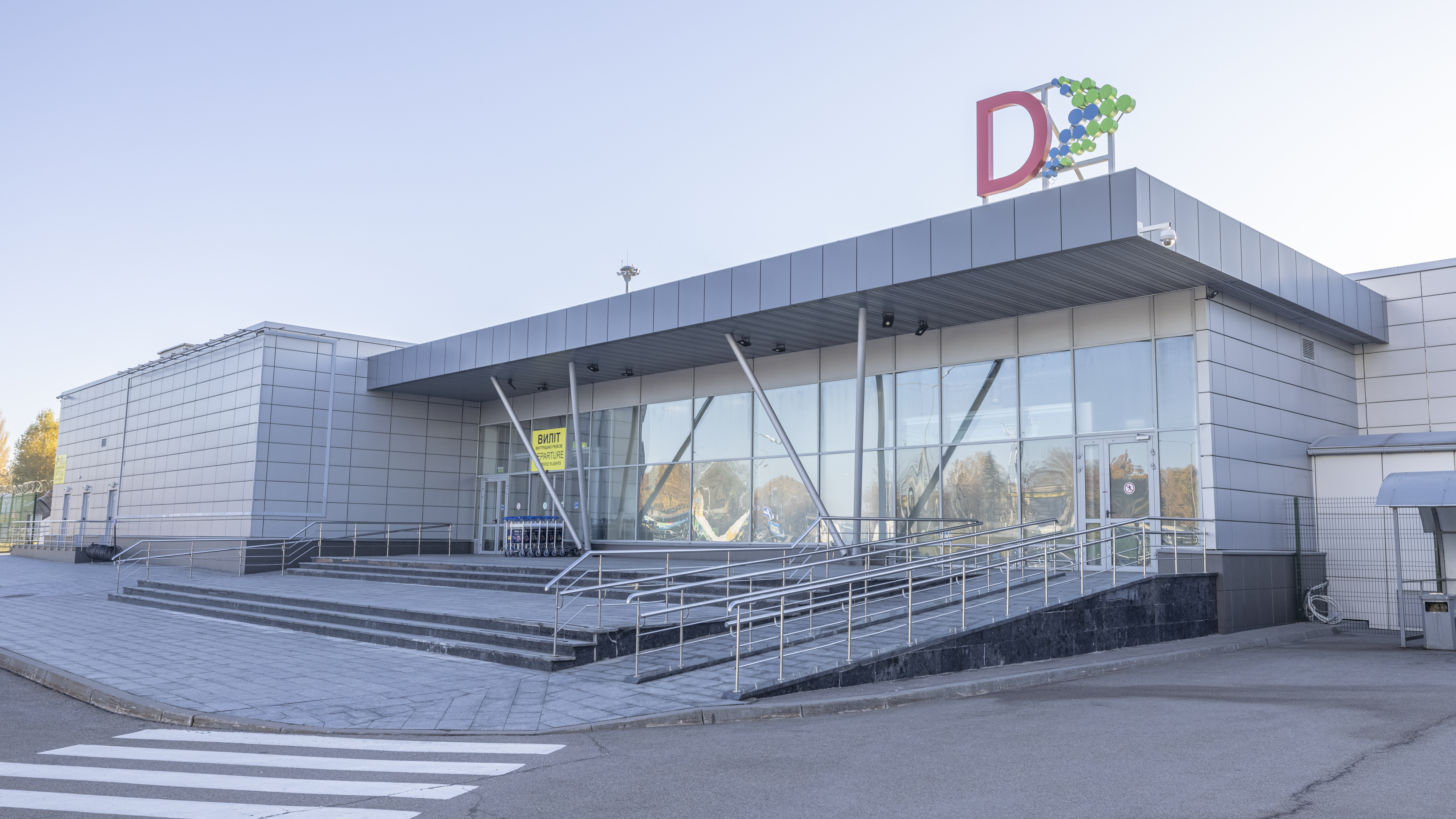
Внутренний терминал
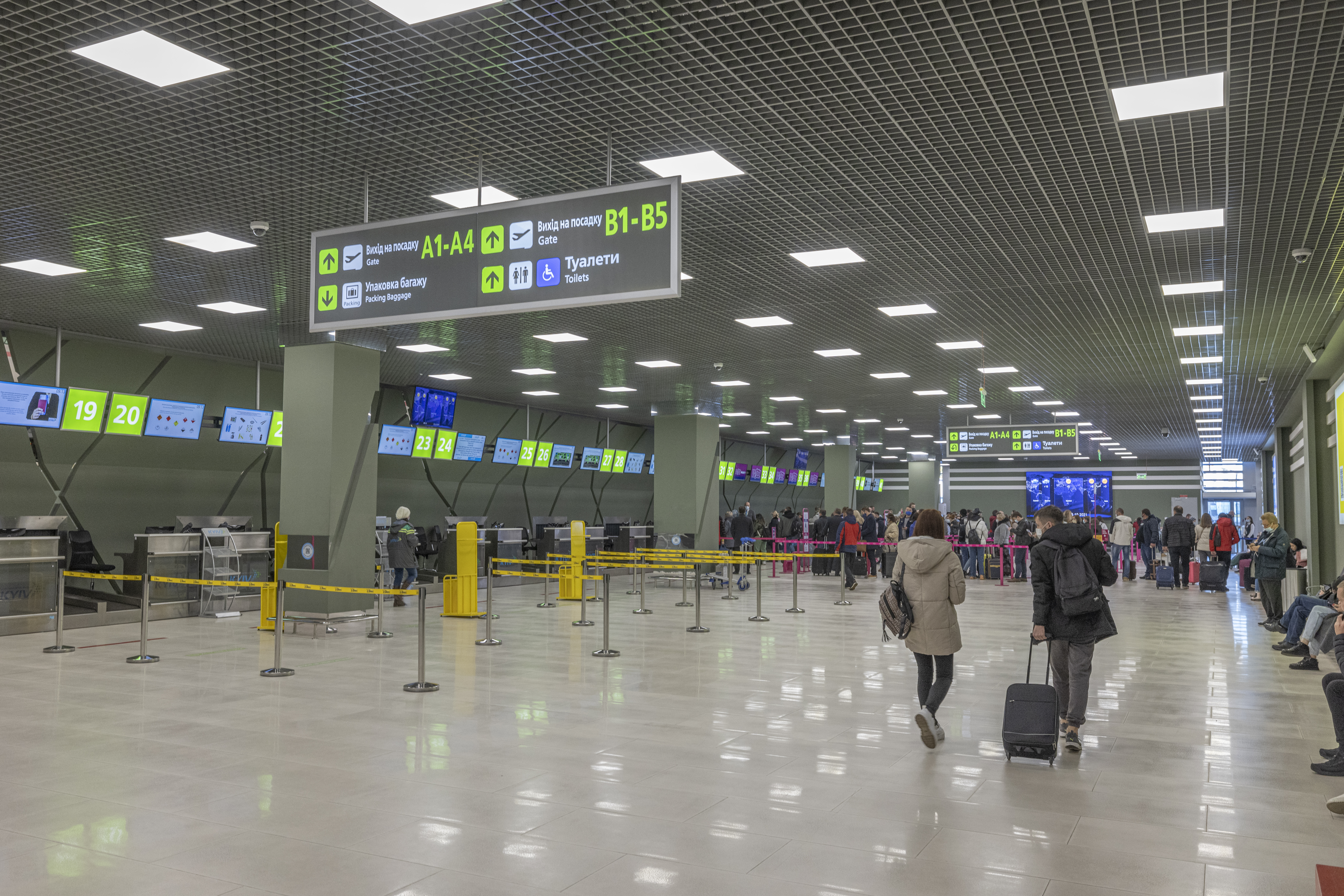
Главный зал в новом терминале
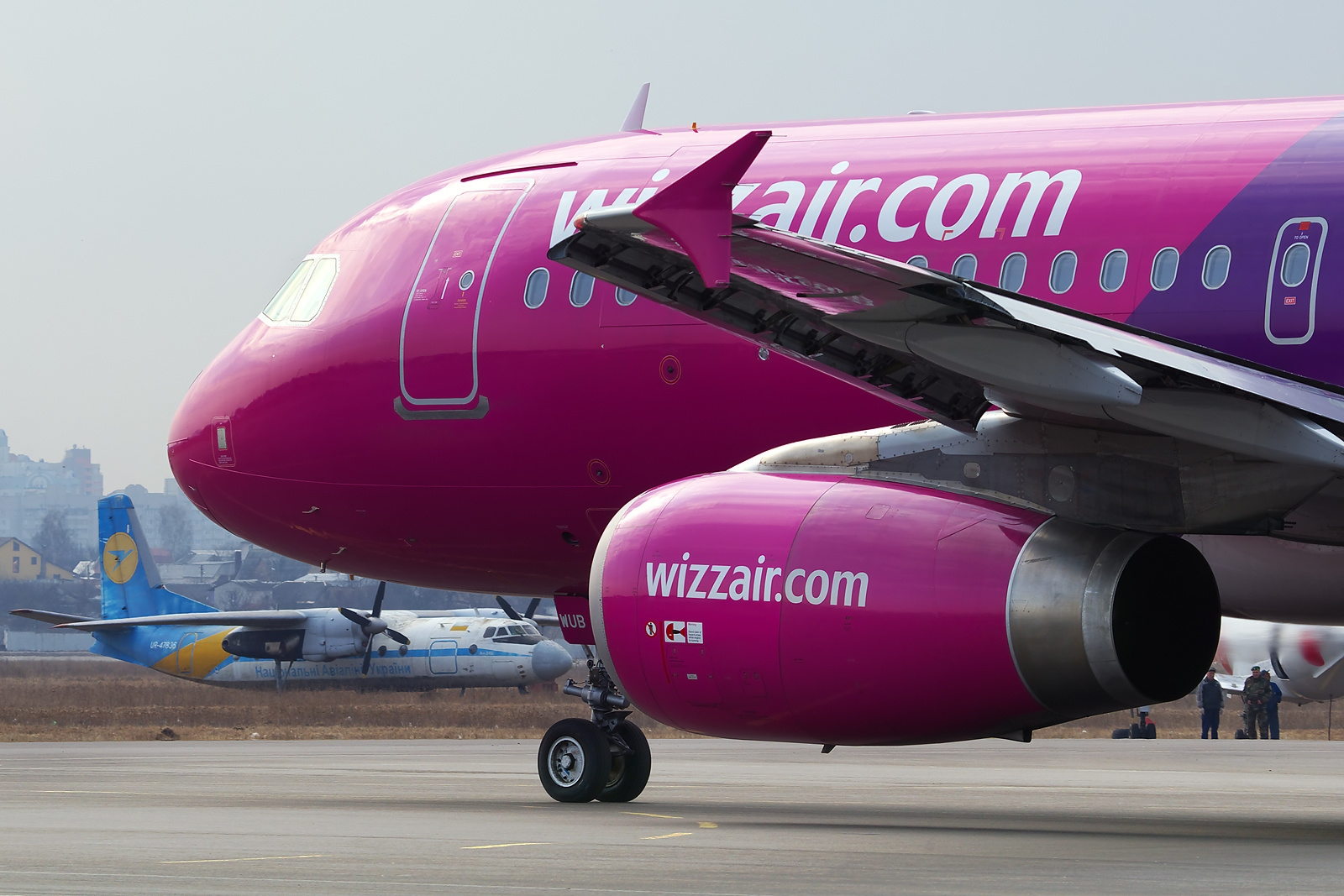
Airbus A320-232 авиакомпании Wizz Air Ukraine
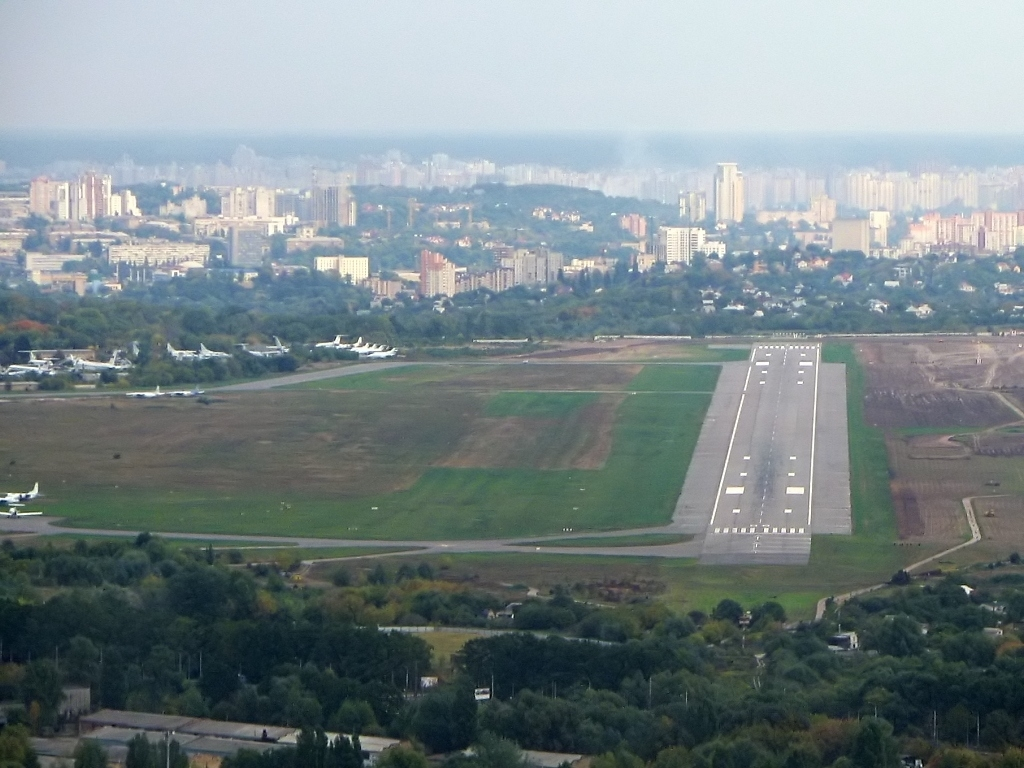
Взлётно-посадочная полоса

## Основные параметры
Третий украинский аэропорт по пассажиропотоку после аэропортов «Борисполь» и «Львов». Занимает территорию площадью 265 гектаров.
Единственная взлетно-посадочная полоса длиной 2310 м и в ширину 45 м. В первой половине 2009 года была закончена реконструкция взлетно-посадочной полосы. Благодаря удлинению ВПП на 510 м появилась возможность принимать более тяжелые самолёты, в том числе Boeing 737 и Airbus A320. С 11 мая 2009 года аэропорт начал работу в круглосуточном режиме. По двум взлетным курсам ВПП действует ILS I категории, что создает ограничения для посадки ПС в условиях недостаточной видимости. Взлетно-посадочные полосы аэропорта активно использует Завод 410 гражданской авиации, граничащий с территорией аэродрома.
Международный аэропорт «Жуляны» испытал значительное развитие в рамках подготовки к чемпионату Европы 2012 г.. 17 мая 2012 года открыт новый международный терминал «A» для обслуживания международных рейсов, ставший крупнейшим терминалом аэропорта — на момент открытия его пропускная способность составляла 320 пассажиров в час. 2013 были введены в эксплуатацию терминал внутренних рейсов «D» и бизнес-терминал «B». Все терминалы находятся в частном управлении.
Юридически аэропорт находится в коммунальной собственности столицы Украины (Киев), однако в 2005 году были предприняты попытки переподчинения объекта Министерству транспорта и связи для создания Международного аэропорта малой и коммерческой авиации. В связи с высокой стоимостью земли в Киеве озвучивались  также планы сноса аэродрома и перенос рейсов из Жулян в пригородные аэропорты «Антонов» или Авиабаза Васильков.
Внутри терминала «A» работают четыре ресторана (Molto Bene, Kilometre Zero, Пироги и друзья, Porto Bello), 5 баров, два магазина Duty Free (Duty Free NTY, Duty Free Heinemann), две детские комнаты, обычный и бизнес-залы.
На территории аэропорта расположен самый большой на Украине и один из крупнейших в мире Государственный музей авиации Украины, где на площадке под открытым небом представлено много образцов гражданской и военной авиатехники.

## Учебный центр аэропорта
В состав аэропорта входит учебный центр «МАСТЕР-АВИА», являющийся сертифицированным учебным заведением гражданской авиации. Это учреждение имеет право осуществлять профессиональную подготовку и повышение квалификации персонала по наземному и пассажирскому обслуживанию, а также осуществление подготовки, переподготовки и повышения квалификации персонала по авиационной безопасности и способно обеспечивать учебный процесс.

### Направления подготовки персонала по авиационной безопасности
- «Базовая подготовка персонала службы авиационной безопасности»
- «Первичная подготовка по авиационной безопасности»
- «Обеспечение контроля доступа к контролируемым зонам и охране воздушных судов»

### Направления подготовки персонала по наземному и пассажирскому обслуживанию
- «Перевоз опасных грузов воздушным транспортом»
- «Наземное администрирование и контроль»
- «Обслуживание пассажиров»
- Обработка багажа в сортировочной зоне и в зоне выдачи багажа
- «Обслуживание на перроне»
- «Обслуживание воздушного судна»

## Перевозчики и пункты назначения
По состоянию на 5 августа 2021 года:

## Происшествия
1. 17 августа 1957 года вблизи аэропорта столкнулись два Ил-14. Погибли 15 человек[12].
2. 17 декабря 1976 года Ан-24, выполнявший регулярный рейс по маршруту Черновцы — Киев, потерпел катастрофу при заходе на посадку. Посадка выполнялась ночью, в условиях низкой облачности, снега с дождем, обледенения и тумана (видимость — 600 м). Информация об ухудшении видимости ниже минимума в 700 м не была сообщена экипажу, который начал снижение с опозданием с вертикальной скоростью выше расчётной. В 2500 м от ВПП Ан-24 пересёк глиссаду и продолжил снижение с повышенной вертикальной скоростью. На высоте принятия решения экипаж, не имея визуального контакта с землёй, не ушёл на второй круг. В 1265 м от ВПП самолёт столкнулся с бетонным забором БПРМ, затем, пролетев ещё 115 м, врезался в железнодорожную насыпь, разрушился и загорелся. Из 55 человек, находившихся на борту, 48 погибло.
3. 9 декабря 2007 года при заходе на посадку в 400 метрах от ВПП потерпел катастрофу региональный самолёт Beechcraft C90A.
4. 14 июня 2018 года при заходе на посадку сошёл с взлётно-посадочной полосы MD-83  (АК "Bravo Airways", регистрационный номер UR-CPR [13]). В результате аварии никто не пострадал, но самолёт был списан.
5. 12 июля 2019 самолёт Boeing 737−300 авиакомпании Белавиа с бортовым номером EW 336PA, выполнявший рейс B2847 из Минска, при посадке сошёл с взлётно-посадочной полосы. Ни один из находившихся на борту 139 пассажиров и 5 членов экипажа в результате инцидента не пострадал. Самолёт получил незначительные повреждения[14]